# 戈登·麥克
戈登·庫爾利·麥克（Gordon 'Curly' Mack，1898年—1948年），是來自愛爾蘭的男子羽球運動員。
1923年至1931年期間，戈登·麥克共贏得8次全英羽球公開錦標賽冠軍，其中1次男子單打，6次男子雙打，1次混合雙打。該賽事在當時被認為是非官方的世界羽毛球錦標賽。